# برد گوری
بردگوری یا سنگ گبری‌ها به گورهای باستانی بین دوران مادها تا پایان ساسانیان گفته می‌شود که به دلیل اعتقاد زرتشتیان بر مقدس بودن خاک، مردگان را در محفظه‌های سنگی دفن می‌کردند.

## وجه تسمیه
در گویش بختیاری بردگوری به معنای سنگ گبری است. به پیروان زرتشت گبر گفته می‌شود.